# Kréstena
Kréstena (Krestena) är en kommunhuvudort i Grekland.   Den ligger i prefekturen Nomós Ileías och regionen Västra Grekland, i den södra delen av landet, 190 km väster om huvudstaden Aten. Kréstena ligger 135 meter över havet och antalet invånare är 1 864.
Terrängen runt Kréstena är kuperad österut, men västerut är den platt. Runt Kréstena är det ganska tätbefolkat, med 72 invånare per kvadratkilometer. Närmaste större samhälle är Pýrgos, 18,3 km nordväst om Kréstena. == Kommentarer ==
1. ↑  Framräknat ur variansen i alla höjduppgifter (DEM 3") från Viewfinder Panoramas, inom 10 km radie.[2] Mer om algoritmen finns här: Användare:Lsjbot/Algoritmer.